# Your Loving Arms
Your Loving Arms è un brano di Billie Ray Martin.
Il disco raggiunse il primo posto in Italia e nella Hot Dance Club Play dove rimase per due settimane.
Proprio negli Stati Uniti, il disco raggiunse un ottimo successo. Rimasto in classifica per diverse settimane nella Billboard Hot 100 nel 1995, raggiunse la 46ª posizione nel giugno 1996.
Pubblicato nel Regno Unito nel novembre 1994, il disco ottenne tiepidi consensi di pubblico, arrivando solo alla 38ª posizione. Nel maggio 1995 il singolo venne riproposto, fermandosi questa volta alla sesta posizione della classifica.
Il disco è stato remixato, tra gli altri, da Brothers in Rhythm, Roger Sanchez e Todd Terry.
Incluso nella compilation del Festivalbar, il singolo è stato negli anni reinterpretato da Martha Walsh, Karen Overton, Cristian Marchi e Sagi Rei.